# Islamisme
Islamisme of politieke islam is een verzameling van politieke ideologieën binnen de islam gebaseerd op een conservatieve, letterlijke (of 'literalistische') interpretatie van de Koran en de Hadith. De ideologie komt voort uit het islamitisch principe van tawhied, eenheid, dat de scheiding van godsdienst en staat niet accepteert en de aard van de Koran, die niet als door God-geïnspireerd maar als letterlijke woord van God gezien wordt.
Een aanhanger van islamisme wordt islamist genoemd. Deze term moet volgens het AP stijlboek niet worden gezien als synoniem voor een militante, radicale of terroristische islamiet.

## Inleiding
Islamisten willen de staatshuishouding door middel van shariawetgeving, strikt in overeenstemming met de Koran brengen. Velen van hen willen opnieuw een kalifaat invoeren, met een kalief als leider die zowel geestelijke als seculiere macht heeft. Zij zien in dit politieke ideaal de oplossing voor alle wereldlijke, economische en sociale problemen en uiten vaak het credo: "Islam is de oplossing!" Islamisten  vinden dat ook alle landen tot de islam bekeerd moeten worden. Zij staan een rigoureuze, hernieuwde toepassing van de Koran en de religieuze wetten voor.
Nochtans betwisten veel moslims de 'theologische juistheid' van de islamistische idealen. Die niet-geestelijken zouden de islamitische wetten toepassen zonder grondige kennis daarvan en zonder de islamitische leermeesters te consulteren. Zij erkennen de tafsir die in de loop der eeuwen door islamitische juristen werden gemaakt, niet.
Islamistische bewegingen verrichten ook vaak sociaal en maatschappelijk werk, iets wat ook voortkomt uit het principe van tawhied en winnen daarmee steun onder de bevolking.

## Ideologie

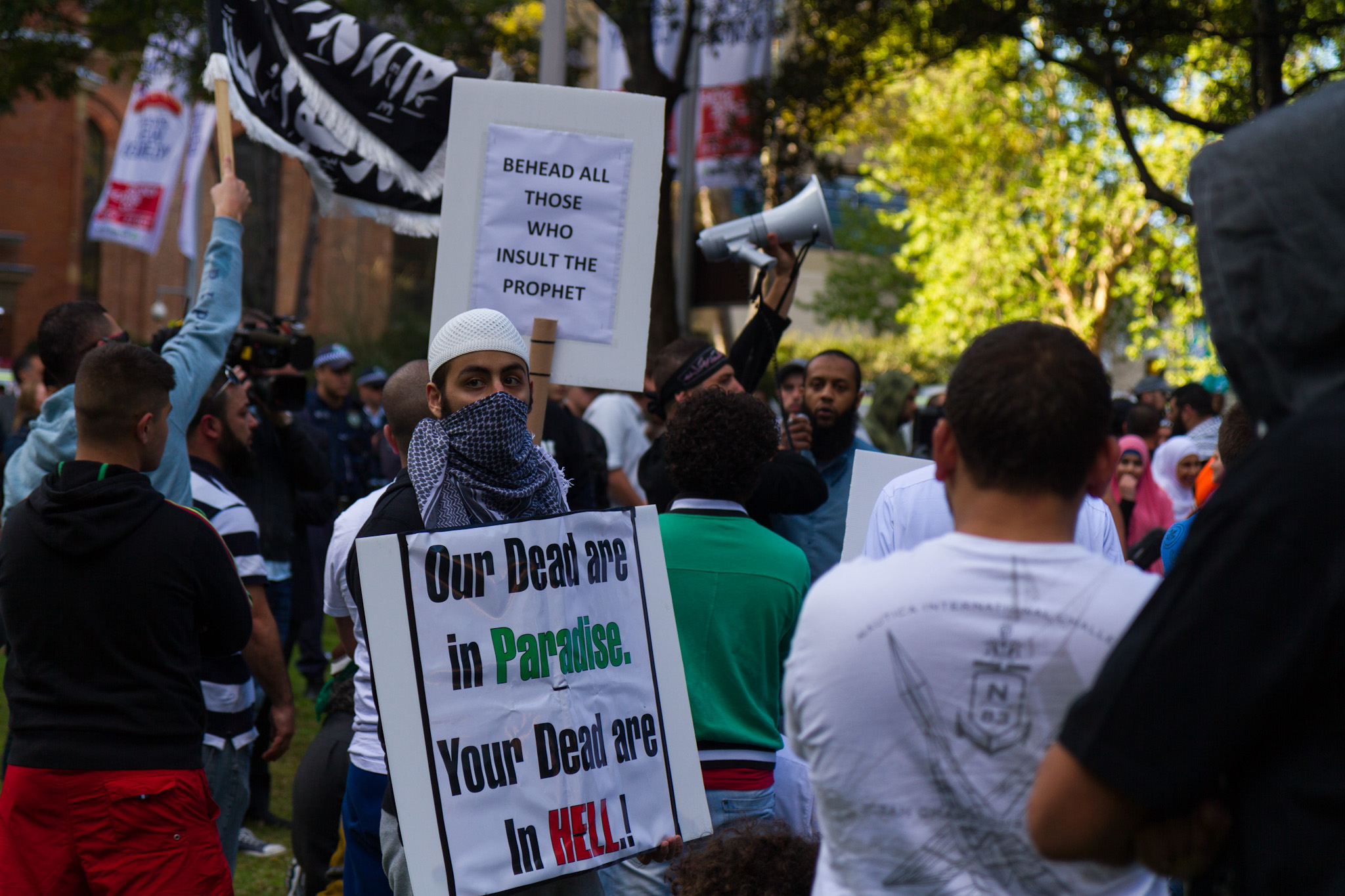
Islamisten in het Hyde Park in Sydney (2012), met borden met de leuzen "Onthoofd iedereen die de profeet beledigt" en "Onze doden zijn in het paradijs. Jullie doden zijn in de hel!".

Islamisme is een politieke ideologie die voortvloeit uit een strikte interpretatie van de islam. Islamisten schrijven alle moslims een strikt respect voor de Koran en de sharia voor, met inbegrip van de daarin opgenomen regels voor familiaal recht, en de straffen, én met voorrang van deze regels op de burgerlijke wetten. De houding tegenover deze is daarom een van de factoren om islamisten van andere moslims te onderscheiden. 
Islamisten zijn tegen nationalisme. De Koran is namelijk strikt tegen het egoïstische doel van nationalisme dat oorlog ziet als een manier om anderen te koloniseren, te onderwerpen en te plunderen voor nationale en raciale emancipatie. Bovendien wordt bestuur en wetgeving, zoals hierboven beschreven, als taak van God gezien, en niet van wereldlijke menselijke regeringen. Ten slotte worden de wereldlijke regeringen in het Midden-Oosten gezien als Westerse creaties (vooral van de vredesverdragen na de Eerste Wereldoorlog), die moslims tegen elkaar opzetten.
Het islamisme geniet een sterk groeiende bijval, mede door het politieke failliet van corrupte Arabische regimes, zowel de seculiere (bijvoorbeeld Syrië, Egypte, Algerije) als de zich theocratisch voordoende (bijvoorbeeld Saoedi-Arabië, Iran) en door de puriteinse en idealistische aard van zijn ideologie, in de Arabische wereld. Het krijgt ook onder West-Europese moslims een groeiende aandacht. Deze bijval wordt ook versterkt door de wijdverbreide verontwaardiging in Arabische en islamitische kringen ten aanzien van het schijnbaar onoplosbare Palestijns-Israëlische conflict en de daaruit voortvloeiende haat tegen Israël.

## Islamisme versus andere idealen

### Islamisme versus universele mensenrechten
Vanuit de islamistische ideologie worden onder andere de universele mensenrechten zoals neergeschreven in de UVRM afgewezen. Vooral de door de mensenrechtenverdragen geregelde onderlinge gelijkheid van iedere mens en de vrijheid van iedere mens om van religieuze en politieke overtuiging te veranderen, is voor hen niet bespreekbaar. Voor veel islamisten is het verlaten van de islam (ridda), apostasie, totaal onaanvaardbaar. Het is voor hen een zware misdaad, waarop volgens hen de doodstraf hoort te staan conform de sharia.

### Islamisme versus westerse, seculiere idealen
In westerse landen hebben juristen de relatie tussen sharia, islamitisch familierecht en het burgerlijk recht in Europa onderzocht. Zowel de Britse jurist Sebastian Poulter als het Europees Hof voor de Rechten van de Mens besloten dat de Koran en de sharia, in een klassieke (dus letterlijke) interpretatie, onverzoenbaar zijn met de seculiere, democratische rechtsorde.
Het islamisme wenst geen integratie. De islamisten wensen een confrontatie tussen orthodoxe moslimwaarden en westerse waarden zoals de vrijheid van meningsuiting, tussen de identiteit van rechtgelovige moslim en die van burger in een vrije en seculiere maatschappij. Deze confrontatie moet de beleving van de moslims versterken dat ze deel uitmaken van de oemma, de wereldwijde gemeenschap van rechtgelovige moslims.

## Kritiek op het islamisme
Islamisme wordt door velen, zowel moslims als niet-moslims, gezien als een gevaarlijke, veroveringsgezinde en gewelddadige ideologie. Sommige critici gaan zelfs zover om het islamofascisme te noemen. Het islamisme wint zijn aanhangers door te wijzen op hun religieuze identiteit zoals het nazisme zijn aanhangers wees op hun raciale identiteit en het communisme zijn aanhang wees op hun sociale identiteit, daarom wordt er door islamisten enorm veel belang gehecht aan het verschil tussen 'echte' moslims en ongelovigen, tussen rein en onrein, tussen halal en haram. Het islamisme vertoont alle kenmerken van een totalitaire ideologie.
Extreme islamisten veroordelen iedereen die zich niet aan hun extremistische leer conformeren, waaronder ook minder orthodoxe moslims. Christenen en joden worden, hoewel als ongelovigen, nog wel gezien als ´Mensen van het Boek´, die eventueel als dhimmi kunnen worden beschermd zolang ze de superioriteit van de islam erkennen. Aanhangers van andere religies waaronder polytheïsme hebben daarentegen geen recht op deze bescherming en krijgen slechts de keus tussen bekering of de dood. Als nog gevaarlijker ziet men atheïsten waaronder communisten, omdat zij godsdienst waaronder de islam actief bestrijden. Een hogere trede op de zwarte lijst wordt ingenomen door minder orthodoxe moslims en regeringen die niet puristisch genoeg zijn, of personen wiens leer men als ´afgedwaald van de islam´ beschouwt, zoals druzen, sjiieten, kharidjieten, jezidi´s, bahai, soefi´s, etc., en moslims die de islam verlaten. Zij worden als afvalligen gezien. Zo predikte islamist Said Qutb dat alle islamitische staatsleiders die de sharia niet invoeren, vermoord mogen worden. Een ander voorbeeld is de vervolging van jezidi´s door ISIL. Bovenaan de lijst van vijanden komen ´afvalligen´ binnen de eigen gelederden. ISIL bestrafte bijvoorbeeld iedere ongehoorzaamheid van eigen strijders met de dood. 

## Terminologie
De termen islam, islamisme, islamitisch fundamentalisme, islamitisch extremisme, militante islam, politieke islam, wahabisme, takfirieen, salafisme en zelfs islamofascisme worden in hoge mate door elkaar gebruikt. Dit leidt regelmatig tot storende en hinderlijke generalisaties en misverstanden. Naar de betekenis liggen 'islamisme', 'islamitisch fundamentalisme', 'militante islam', en in iets mindere mate 'wahabisme' en 'salafisme', redelijk dicht bij elkaar. De laatste twee zijn evenwel eerder religieuze, theologische termen.
Met name de verwarring tussen 'islamiet' en 'islamist' is kwalijk, want dat laatste is stigmatiserend voor een niet-fundamentalistische moslim. Er zijn moslims die vanwege dit stereotyperende karakter van het woord "islamisme" en "islamist" pertinent tegen het gebruik ervan zijn. Een "islamist" betekent immers in gangbare taaluitleg "aanhanger van de islam" of "moslim". "Islamisme" en "islamist" zijn derhalve uiterst politiek beladen woorden.

## Publicaties
- Euroguide Handboek rond superdiversiteit (GO! onderwijs, 2021)[10]
- Allah heeft niets te zoeken in mijn klas (2024; oorspronkelijk Allah n'a rien à faire dans ma classe. Enquête sur la solitude des profs face à la montée de l'Islamisme ISBN 9782390253013

## Bekende islamisten
Enkele bekende islamisten zijn:
1. Hassan Nasrallah (sjiisme)
2. Hassan al-Banna (soennisme)
3. Ruhollah Khomeini (sjiisme)
4. Said Abul Ala Maududi (soennisme)
5. Said Qutb (soennisme)
6. Yusuf al-Qaradawi, (soennisme) ook 'Yoes(s)oef Al-Qaradawi' of Al-Qardawi' geschreven

De Zwitserse filosoof Tariq Ramadan, die zichzelf nochtans nadrukkelijk als een gematigde, moderne moslim beschouwt, wordt door sommigen als een islamist beschouwd..
In een proces dat hij aanspande tegen Antoire Sfier die hem als islamist beschouwt, oordeelde het Hof van Beroep te Lyon op 22 mei 2003 dat predikers zoals Ramadan “invloed kunnen uitoefenen op jonge Islamisten en een factor van aanmoediging vormen die kan leiden tot aansluiting bij de partizanen of tot gewelddadigheden”.

### Nederland
Ook in Nederland (en andere Europese landen) zijn islamisten actief. Bekende personen zijn Mohammed Bouyeri en Samir Azzouz (en leden van de Hofstadgroep), die beiden in 2004 werden gearresteerd op verdenking van de moord op Theo van Gogh respectievelijk het voorbereiden van terroristische aanslagen.
Zowel Bouyeri als Azzouz wijst de huidige Nederlandse rechtsstaat af en zouden daarvoor in de plaats een theocratie willen vestigen en daarmee samenhangend de sharia willen invoeren. Bouyeri ging in ieder geval zo ver dat hij tijdens verhoren niet wilde spreken met agenten of psychiaters omdat hij hen niet als 'wettelijk' erkende.

## Islamistische organisaties en politieke partijen
1. IS (Islamitische Staat) uit Syrië/Irak en daarnaast actief in veel andere landen.
2. Al Qaida
3. Taliban uit Afghanistan
4. Moslimbroederschap uit Egypte en actief in veel andere landen
5. Milli Görüş uit Turkije en actief in Europese andere landen
6. Partij voor Rechtvaardigheid en Ontwikkeling, bekend als 'AKP', de regerende Turkse partij
7. FIS, uit Algerije
8. Hezbollah uit Libanon
9. Hamas uit de Palestijnse Gebieden
10. Akramiya uit Oezbekistan (belangrijkste oppositiepartij)
11. Ennahda-beweging uit Tunesië
12. AEL uit België/Nederland